# Jeanne Ashworthová
Jeanne Chesley Ashworthová (1. července 1938 Burlington, Vermont – 4. října 2018 Wilmington, New York) byla americká rychlobruslařka.
Na mezinárodní scéně se poprvé objevila na Zimních olympijských hrách 1960, kde získala v závodě na 500 m bronzovou medaili. Startovala i na ostatních tratích, na kilometru byla osmá, na patnáctistovce jedenáctá a na trati 3000 m osmá. Na Mistrovství světa 1962 a 1963 se umístila na desáté příčce. Svého nejlepšího umístění na zimní olympiádě 1964 dosáhla na trati 500 m, kde byla čtvrtá. V závodech na 1000 a 3000 m dojela shodně jedenáctá. Na světovém šampionátu 1968 skončila na 23. místě, startovala i na Zimních olympijských hrách 1968, kde na kilometru byla sedmá, na trati 1500 m šestnáctá a v závodě na 3000 m desátá.
Zemřela 4. října 2018 ve svém domě ve Wilmingtonu ve věku 80 let.